# Wetzendorf (Lauf an der Pegnitz)
Wetzendorf ist ein Gemeindeteil der Stadt Lauf an der Pegnitz im Landkreis Nürnberger Land (Mittelfranken, Bayern). Die Gemarkung Wetzendorf liegt teils auf dem Gemeindegebiet von Lauf, teils auf dem Gemeindegebiet von Röthenbach an der Pegnitz. Sie hat eine Fläche von 2,533 km² und ist in 1433 Flurstücke aufgeteilt, die eine durchschnittliche Flurstücksfläche von 1767,80 m² haben. In ihr liegen neben dem namensgebenden Ort die Gemeindeteile Himmelgarten und Letten.

## Lage
Das Dorf liegt in der Talaue der Pegnitz, etwa 2 Kilometer südwestlich der Stadt Lauf. Mit seinen 317 m ü. NHN bildet er den niedrigst gelegenen Gemeindeteil von Lauf. Da das Dorf unmittelbar an das südliche Ufer der Pegnitz grenzt, wurde es immer wieder durch die häufigen Hochwässer dieses Flusses in Mitleidenschaft gezogen. Erst durch die Regulierung des Flusslaufs besserte sich diese Situation.
Durch den Ort verläuft der Fränkische Marienweg.

## Geschichte
Mit dem Gemeindeedikt (frühes 19. Jahrhundert) entstand die Ruralgemeinde Wetzendorf, zu der Himmelgarten und Letten gehörten. Sie unterstand in der Verwaltung und Gerichtsbarkeit dem Landgericht Lauf. Mit der Gebietsreform wurde die Gemeinde am 31. Dezember 1971 aufgelöst: wurde das Gemeindegebiet geteilt: Wetzendorf wurde  mit Letten in die Stadt Lauf eingegliedert, der Gemeindeteil Himmelgarten wurde an die Stadt Röthenbach an der Pegnitz angeschlossen.